# Juan de Velasco
Juan de Velasco y Pérez Petroche, sacerdote jesuita nacido en Riobamba el 6 de enero de 1727. Falleció en Faenza, en la actual Italia, el 29 de junio de 1792, debido a que sufrió la expulsión de su orden religiosa durante la monarquía española. Es junto a Pedro de Mercado, uno de los primeros historiadores de Ecuador. Además de esto, su trabajo en el ámbito literario y científico es muy importante para la historia de ese país.

## Biografía

### Inicios y educación

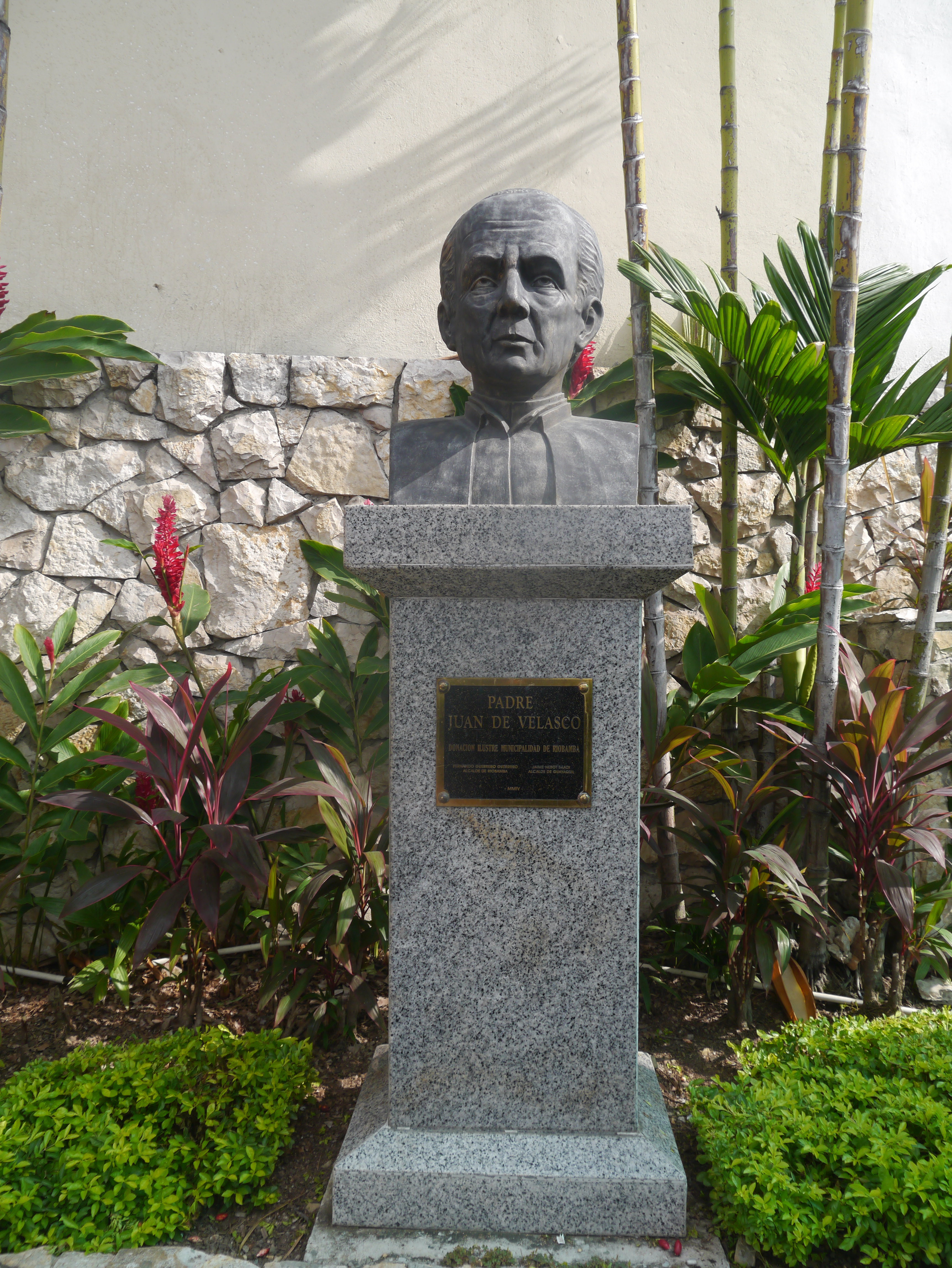
Busto al padre Juan de Velasco en las Peñas, Guayaquil

Juan de Velasco fue hijo de Juan de Velasco y López de Moncayo, nacido en la ciudad de Riobamba, y de María Pérez Petroche. Realizó estudios primarios en el colegio de los jesuitas de esa ciudad. Durante su juventud, en 1743, ingresó en el Seminario de San Luis de Quito, al año siguiente pasó al noviciado de la compañía de Jesús de Latacunga, donde hizo sus votos religiosos el 23 de julio de 1746 cuando tenía 19 años de edad. Después del terremoto de 1747 que afectó gravemente a esa ciudad, se dirigió a Quito para estudiar filosofía en el Colegio Máximo y finalmente teología en la Universidad de San Gregorio donde obtuvo su doctorado, para luego ser ordenado sacerdote en 1753.
Después de su ordenamiento y educación, empezó su labor sacerdotal y docente en Cuenca, de allí pasó a Ibarra y luego a Popayán, algo que era común puesto que entonces ese territorio también pertenecía a la Real Audiencia de Quito, dentro de Virreinato de Nueva Granada. Mientras cumplía con sus deberes religiosos dedicó grandes esfuerzos a la investigación y recolección de información, datos, personajes, idiomas, leyendas, costumbres y tradiciones sobre el Reino de Quito. Entre las universidades donde impartió cátedra destaca la Universidad de San Marcos durante el Virreinato del Perú.

### Expulsión de los jesuitas y el impacto en su obra

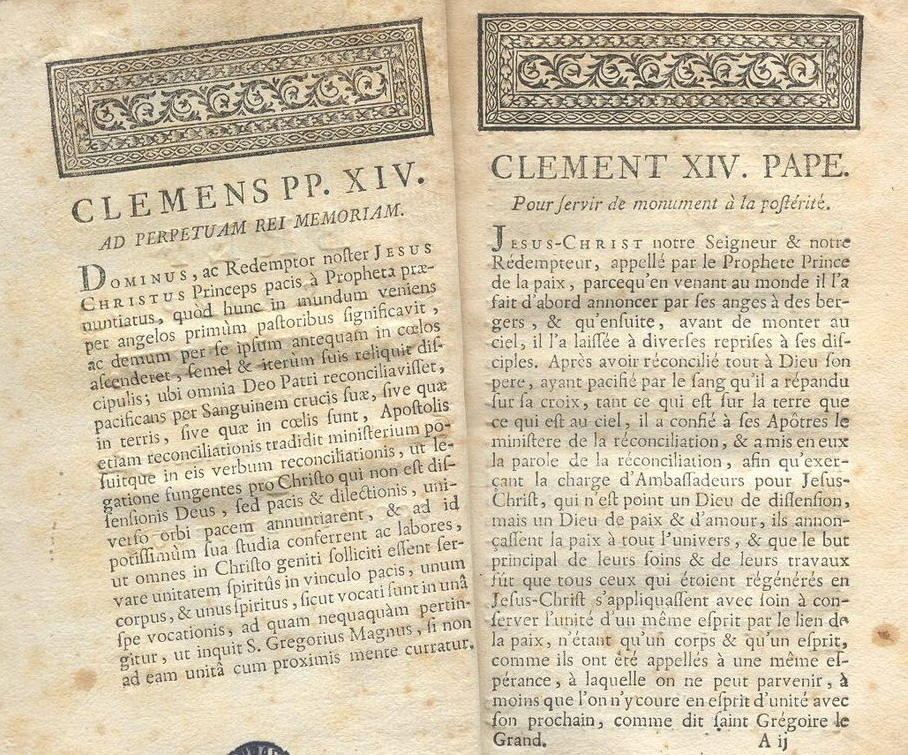
Primera página del breve papal Dominus ac Redemptor en el que Clemente XIV decretó la supresión de los jesuitas (En latín y en francés).

Según el historiador González Suárez: "Velasco enseñó un curso de Filosofía en Quito, y se hallaba ocupado en el colegio de Popayán cuando aconteció la expulsión de los jesuitas; deportado a Italia con sus demás colegas de religión, estableció su residencia en Faenza, y allí, en avanzada edad, acabó los días de su vida, entregado al estudio y a la composición de su obra predilecta sobre la historia de Quito".
Fue en el año 1767, que la Compañía de Jesús, acusados por Campomanes de haber instigado el motín de Esquilache fueron expulsados de los territorios que correspondían a la monarquía española. Tuvieron que salir obligatoriamente, algunos ya teniendo una edad avanzada hacia Italia, donde pasarían en el destierro el resto de sus vidas. En medio de esas dificultades y con gran muestra de talento y fuerza de voluntad Velascoo emprendió su mayor obra titulada: "Historia del Reino de Quito en la América y crónica de la provincia de la Compañía de Jesús del mismo Reino". Treinta y tres años de paciente labor de investigación, sistematización y consulta de sus innumerables notas ocupó la estructuración y redacción de su monumental trabajo, cuyos dos primeros tomos los remitió, para su autorización y publicación, a Antonio Porlier del Consejo del rey de España, el 15 de marzo de 1789, y el tercero el 1 de agosto del mismo año.
La obra se divide en tres partes: historia natural, historia antigua e historia moderna. Con los nuevos descubrimientos arqueológicos se ha criticado parte de las afirmaciones de Velasco en este libro, gracias sobre todo al trabajo de Jacinto Jijón y Caamaño. La historia antigua fue la más criticada, poniéndose en duda la existencia misma de un "Reino de Quito". La historia moderna resultó más robusta ante la crítica, sin embargo eso no quita a Velasco el mérito de ser un autor principal dentro del siglo XVIII. Con el desarrollo de la arqueología durante el siglo XX, la teoría del Reino de Quito fue reemplazada por lo que se conoce ahora como Señoríos Étnicos, gracias al trabajo de Frank Salomon.
Velasco también es un autor importante dentro de lo literario puesto que durante el destierro realizó la "Colección de poesías varias hecha por un ocioso en la ciudad de Faenza" que contiene además de poesía propia, una antología de otros poemas de autores jesuitas expulsados. En el ocaso de su vida, a partir de 1788, soportó lamentablemente el avance de la arterioesclerosis que, junto a la sordera común entre algunos miembros de su familia, le aisló del mundo y minó su vida.

## Legado

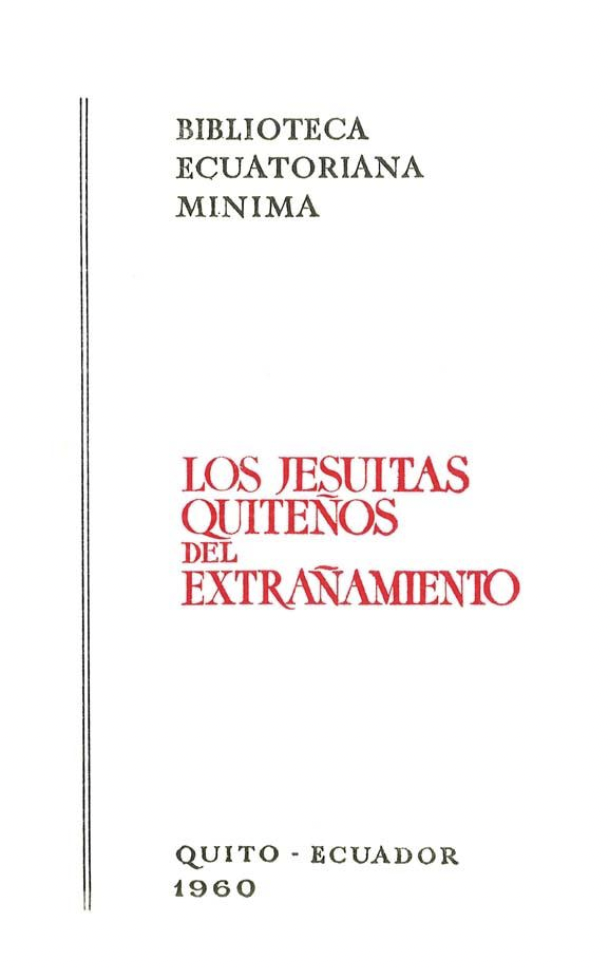
"Los Jesuitas Quiteños del Extrañamiento", libro publicado en la Biblioteca Ecuatoriana Mínima que se basa en la "Colección de poesías varias hechas por un ocioso en Faenza", por el padre Velasco.

### Importancia de Velasco en elsigloXVIII
Como destaca Juan Valdano, en sus obras La pluma y el cetro (1977) y, luego, en Ecuador: cultura y generaciones (1985), el padre Juan de Velasco, junto a Pedro Vicente Maldonado (1704-1748) y a Eugenio de Santa Cruz y Espejo (1747-1795), constituyen esa tríada de vigorosas individualidades del siglo XVIII, que con sabiduría y entereza proyectaron en el horizonte universal el nítido perfil del actual país de Ecuador. Los tres fueron los visionarios que estudiaron y comprendieron las raíces profundas de nuestra identidad.
- Velasco: la Historia;
- Maldonado: la Geografía;
- Espejo: el Espíritu Libertario.

El padre Juan de Velasco fue categórico al expresar la razón por la que escribió la Historia del Reino de Quito. Conforme a sus propias palabras, lo hizo no tanto para complacer a otros, cuanto por hacer ese corto obsequio a la nación, y a la Patria, ultrajada por algunas plumas rivales que pretenden obscurecer sus glorias.

### Recepción de su obra en la actualidad
Debemos recordar que en el siglo XVIII, Quito (hoy en día, Ecuador) formaba parte de la monarquía española bajo la figura administrativa, territorial y política de Real Audiencia, pero ya empezaba poco a poco a fraguar una identidad propia, y esto le da importancia a la obra de Juan de Velasco. En medio del destierro, a pesar de la distancia que le separaba de su tierra natal, Velasco fue capaz de reconocer esta identidad y profundizar su estudio a través de las evidencias y los vestigios que quedaban con el fin de construir su historia.
A pesar de las imprecisiones en las afirmaciones hechas dentro de esa obra, el rol que tuvo al momento de fomentar una identidad nacional hace que sea todavía importante en la actualidad. La obra del padre Juan de Velasco no se limita a la crónica de los hechos inmediatos, ni las informaciones secuenciales sobre los acontecimientos. Atraviesa lo superficial y se adentra en la esencia vital a la que la reconoce como una identidad histórica que se desarrolla a través del tiempo en su propio espacio geográfico. Por su parte, el historiador Federico González Suárez, en su Historia general de la República del Ecuador, tomo séptimo, nos comenta de Velasco:

Volvamos ahora nuestra atención a los que pudiéramos llamar historiadores generales del tiempo de la colonia. Sólo un nombre, el del padre Juan de Velasco, merece los honores del recuerdo; y solamente una obra, la Historia del Reino de Quito, es acreedora al homenaje del análisis crítico. En la Antología de prosadores ecuatorianos, tal vez, como una curiosidad bibliográfica, o, acaso, por un exceso de indulgencia, se le ha dado cabida y se ha citado con elogio a Rodrigo de Ocampo; pero Rodrigo de Ocampo, no fue historiador, ni su Descripción del Reino de Quito tiene mérito literario alguno.
González Suárez

## Obras

### Listado de obras

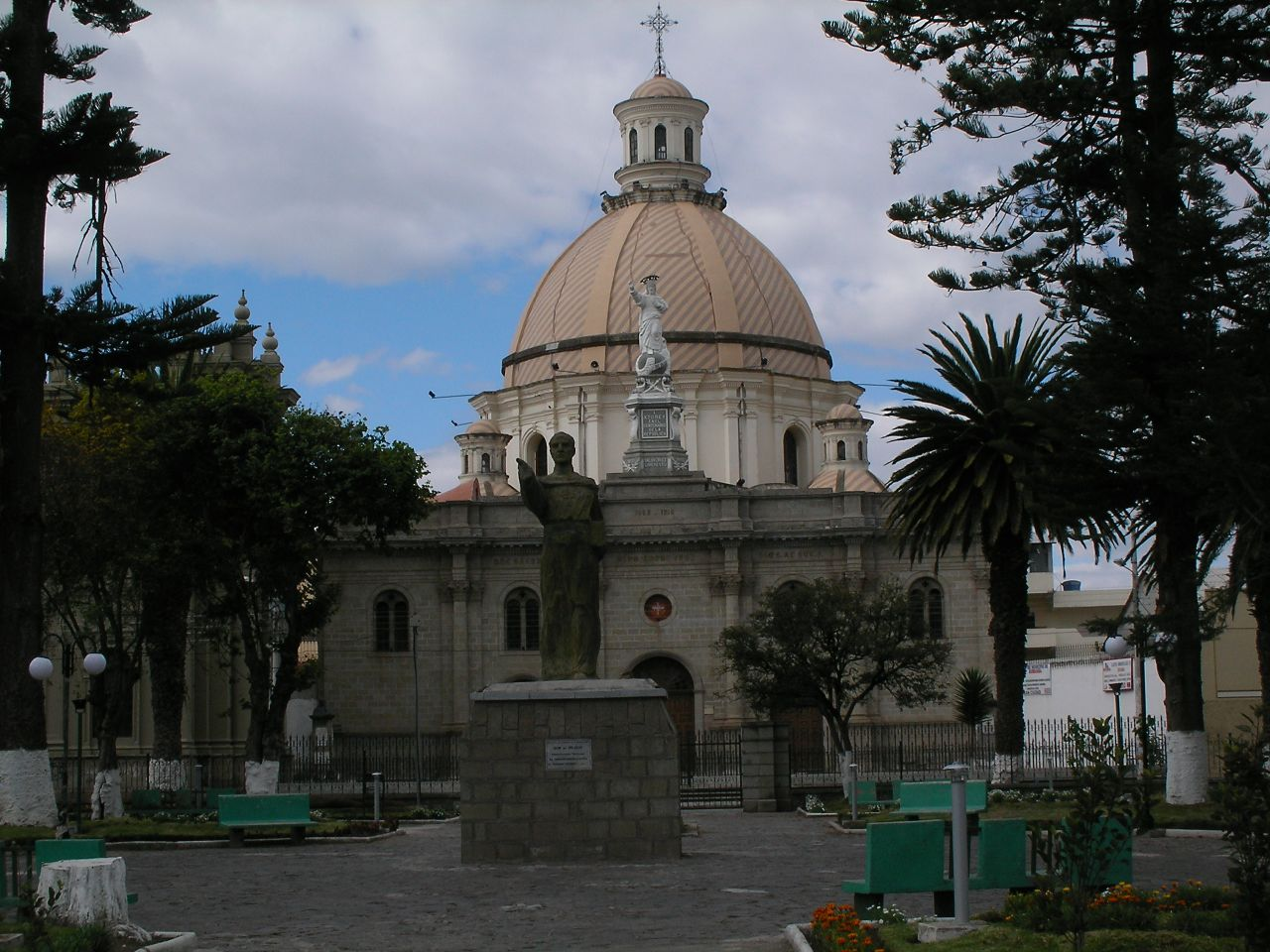
Estatua en su honor frente a la Basílica del Sagrado Corazón de Jesús, Riobamba, Ecuador

Velasco destacó como un estudioso de la historia, naturaleza, lenguaje y arqueología de la Real Audiencia de Quito durante el siglo XVIII. Además fue también un importante filósofo de la escolástica quiteña publicando un tratado de física, complementando la obra filosófica de otros autores como Jacinto Morán de Butrón o Juan Bautista Aguirre. Por último su antología de los poetas jesuitas después de la expulsión durante sus últimos años en Italia son clave para la construcción de la historia de la literatura de dicho país y rescatar a importantes autores como José de Orozco o Pedro Berroeta. Entre sus obras se encuentran:

#### Historia
- Historia del Reino de Quito y Crónica de la provincia de la Compañía. Escrito en 1789 y publicado póstumamente en 1842. Dividido en tres tomos:[7][8]
  - Historia Natural: descripción de la geografía, flora y fauna
  - Historia Antigua: descripción de la conquista incaica y la conquista española
  - Historia Moderna: descripción de la Real Audiencia de Quito

#### Ciencia
- Tratado de Física, publicado en Popayán en 1762.

#### Literatura y lingüística
- Colección de poesías varias hecha por un ocioso en la ciudad de Faenza, publicado en Italia en 1790.
- Vocabulario de la lengua peruana-quitense llamada lengua del Inga, publicado en Quito póstumamente en 1964.
- Tres cartas al padre Lorenzo Hervás y Panduro sobre lenguas de los indios, publicado en Quito póstumamente en 1960.

#### Teología
- Relación histórica y apologética dedicada a Virgen de la Luz, publicado en Quito en 1760.

### Historia moderna del Reino de Quito

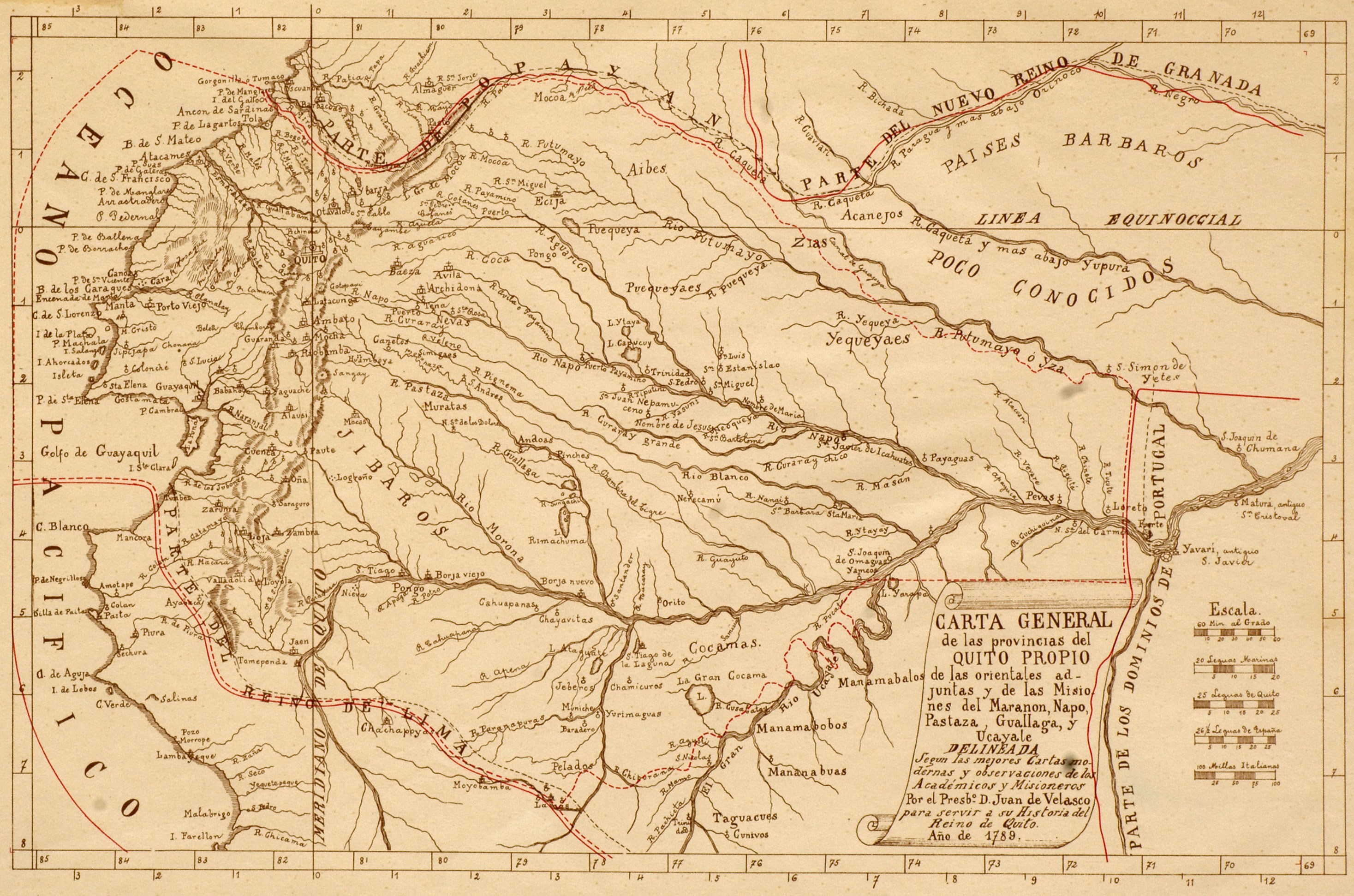
Carta de la Audiencia de Quito (1789) según Juan de Velasco

Velasco murió antes de que pueda publicarse el libro, por esta razón su obra fue editada y publicada póstumamente, lo que explica que se lo haya hecho en fracciones y no se conste con todas las referencias historiográficas. Primero, sus compañeros interon publicarla en italiano pero Velasco prefería en castellano con el fin de que esté sujeta a la aprobación del Rey y sus sensores. Por esta razón Antonio Porlier recibió los dos primeros tomos de la obra y pidió a Casimiro Ortega y Antonio de Alcedo (autor del Diccionario Geográfico Histórico) que examinen la historia. Fue así que finalmente después de pasar la revisión el 14 de agosto de 1789 se obtuvo la respuesta positiva que se encarna en la siguiente cita:
“Que la obra de Don Juan de Velasco era de mucho mérito, dignísima de la luz pública; que tenía algunos defectos, que en nada perjudicaban a lo esencial y que podían corregirse. Esta obra, por la admirable división de épocas; por la multitud de conocimientos e investigaciones, por la juiciosa crítica que reina en ella, por la solidez con que trata las materias, y por la inteligencia de la lengua quichua, la constituye una de las mejores, y quizá la más completa que se ha escrito en la América”.
Sin embargo después de la revisión, el proceso no avanzó lo suficientemente rápido y Velasco terminó muriendo antes de poder ver su obra publicada. Por esta razón, el proceso siguió durante el siglo XIX y se detuvo a causa de las guerras de independencia. Fue su sobrino José Dávalos y Velasco, S.J., quien entregó nuevamente los escritos a José Modesto Larrea quien entregó a su vez a José Joaquín de Olmedo, quien recomendó su impresión y en 1841, finalmente se lo llevaría a cabo en la imprenta del Gobierno de Ecuador. En el siglo XX se logró la publicación del tercer tomo, por lo que ya se tiene la obra de Juan de Velasco completa y ha sido sujeta a críticas por sus contenidos historiográficos sin embargo debido a que es una de las primeras referencias sobre la historia de la Real Audiencia de Quito, continúa siendo objeto de consulta tomando en cuenta las posibles imprecisiones del caso.
La recepción de la obra fue por lo demás polémica y la crítica sobre la precisión concentró el esfuerzo de muchos autores. Esto fue resumido en 1921 por Leonidas Batallas en su libro "Vida y escritos del R. P. Juan de Velasco, S. J.". Ahí se examinan los distintos juicios emitidos sobre la obra por varios autores a lo largo de casi un siglo, dentro de los que se encuentran: Antonio Porlier, Abel Victor Brandin, Federico González Suárez, Vicente Solano, Juan León Mera, Jacinto Jijón y Caamaño, Teodoro Wolf, Agustín Yerovi, Pablo Herrera González, Pedro Fermín Cevallos, Francisco Váscones, Homero Viteri Afronte, Isaac J. Barrera, José Félix Heredia, Pío Jaramillo Alvarado, Antonio de Alcedo, José Coroleu, Joaquín Acosta, Pedro Moncayo, Marcelino Menéndez y Pelayo, Remigio Crespo Toral, Gonzalo Zaldumbide, Alfonso Cordero Palacios, Luis Gallo Almeida.
Ya sea porque es una de las referencias historiográficas más tempranas o por la discusión alrededor de la fidelidad de las afirmaciones, la Historia del Reino de Quito del padre Velasco es una de las obras más citadas del siglo XVIII por lo que mantiene su relevancia hasta nuestros días.

### El ocioso de Faenza

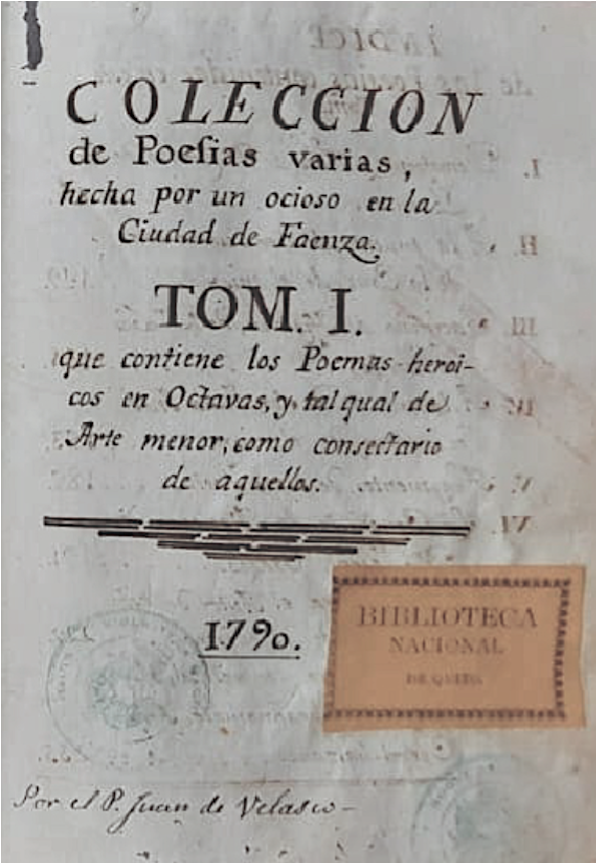
Primer tomo de "El ocioso de Faenza" de Juan de Velasco

En este libro de cinco volúmenes Velasco recoge poemas de varios jesuitas exiliados en Faenza y en las ciudades cercanas. Es uno de los documentos más importantes en el ámbito literario pues es una muestra de la influencia culterana dentro de la poesía de los religiosos que daban cátedra en las universidades en la Real Audiencia de Quito. Con un total de 1255, incluye a quince autores distintos, lo que la convierte en una ventana muy valiosa para apreciar la vida después de la expulsión, así como a la red de relaciones poéticas que se creó entre los jesuitas exiliados y que les ayudó a sobrellevar el trauma de la expulsión. Por esta razón se puede percibir la nostalgia y añoranza por Quito, la defensa de la inocencia de la compañía, la santificación a través del martirio que fue obligarles a irse de un país donde muchos habían nacido y que por decisiones personales habían decidido ordenarse en la compañía y ahora debían terminar sus días en Italia. A Velasco le dedicaron varios poemas durante la recopilación, por ejemplo el padre Ambrosio Larrea escribió "A la sordera total de Dn. Juan de Velasco, Décimas.", le dedicó otro frente a la trágica noticia de que ya estaba completamente sordo "Habiendo ensordecido del todo Dn. Juan de Velasco". Por su parte, José Orozco también le dedicó un romance. De esta manera se consolidó como el centro de la red poética de los jesuitas extrañados en Italia, y que sirvió de inspiración por su virtud y erudición ante el resto de sus compañeros. Sin embargo, quedó siempre a la polémica el hecho de que no incluyó al autor Juan Bautista Aguirre, probablemente el poeta más destacado de este siglo. Esto fue recogido posteriormente por varios críticos literarios en los años siguientes que han desarrollado muchas teorías que explican el hecho, desde la distancia geográfica, al estar Aguirre en Tivoli, hasta posibles discrepancias personales. Según Espinosa Pólit, el valor de esta publicación es altísimo puesto que es un puente entre las publicaciones de la Real Audiencia con los primeros de la vida republicana:

Gracias a P. Velasco no quedan como representantes solitarios de las letras de Quito Mejía y Espejo, junto con los escritos casi desconocidos del gran Maldonado: por él, el capítulo de nuestra historia literaria correspondiente al siglo XVIII cuenta con nombres tan respetables como los de José Orozco, Ramón Viescas, Mariano Andrade, Ambrosio Larrea, que dan cuerpo y vitalidad a aquel opaco período y dignidad y abolengo sin lagunas a nuestras letras nacionales.
Aurelio Espinosa Pólit - Jesuitas quiteños del extrañamiento